# 吉冨勝
吉冨 勝（よしとみ まさる、1932年4月5日 - 2020年6月21日）は、日本の経済評論家。位階は従四位。

## 経歴
朝鮮光州生まれ。長崎県出身。東京大学教養学部卒。同大学院社会科学科理論経済学博士課程修了。
1962年、経済企画庁にはいり、1984年OECD(経済協力開発機構)に出向。経済統計局長などをつとめ、1987年帰国し、経済研究所長、調整局長を歴任。1992年長銀総合研究所副理事長。1999年、アジア開発銀行研究所長。2004年経済産業研究所所長兼CRO。世界経済の視点から日本経済の動向を分析する。
2020年6月21日6時5分、肺炎のため東京都内の病院で死去。88歳没。死没日をもって、従四位に叙される。

## 学歴
- 1957年　東京大学教養学部教養学科（国際関係論）卒
- 1962年　東京大学経済学部大学院博士課程修了、経済学博士

## 職歴
- 1962年　経済企画庁入庁
- 1976年　経済研究所主任研究官
- 1979年　経済研究所総括主任研究官
- 1984年　経済研究所次長
- 1984年　OECD一般経済局長
- 1987年　経済研究所長
- 1991年　経済企画庁調整局長
- 1992年　経済企画庁顧問、長銀総合研究所副理事長
- 1993年　米ペンシルヴァニア大学ウォートン校特別教授
- 1999年　アジア開発銀行研究所所長（- 2003年）
- 2001年　経済産業省独立行政法人評価委員会経済産業研究所分科会委員
- 2003年　国際協力銀行開発金融研究所 客員研究員
- 2004年　経済産業研究所長 兼 CRO
- 2007年　経済産業研究所特別顧問
- 2018年　経済産業研究所名誉顧問

## 著書
- 『アジア経済の真実─奇蹟、危機、制度の進化─』（2003）
- 『日本経済の真実－通説を越えて－』（1998）
- 『レーガン政権下の日本経済』（1984）
- 『現代日本経済論』（1977）(日経図書文化賞)
- 『アメリカの大恐慌』（1965）他[5]